# Kossju
Der Kossju (russisch Ко́сью) ist ein linker Nebenfluss der Ussa in der Republik Komi in Nordwestrussland.
Der Kossju entspringt an der Westflanke des Subpolarurals, unweit der Narodnaja, des höchsten Gipfels des Urals. Er fließt in nördlicher Richtung zur Ussa. Der Kossju hat eine Länge von 259 km. Das Einzugsgebiet des Kossju umfasst 14.800 km². Wichtige Nebenflüsse des Kossju sind Wangyr, Bolschaja Sarjuga, Malaja Sarjuga von links, sowie Koschim und Bolschaja Inta von rechts. Zwischen Mai und Ende Oktober ist der Kossju eisfrei. Im Monat Juni während der Schneeschmelze erreicht der Fluss seine größten Abflüsse.